# Comitê Popular Provisório da Coreia do Norte
O Comitê Popular Provisório da Coreia do Norte foi a autoridade central que serviu como o governo provisório de facto em conjunto com a Administração Civil Soviética no norte da península Coreana.
O comitê foi estabelecido em 8 de fevereiro de 1946, como meio de estabelecer uma estrutura de poder central acima dos comitê populares provinciais para trabalhar em conjunto com Administração Civil Soviética no governo do norte da Península da Coreia. Esse Comitê foi o responsável pela realização de diversas reformas importantes, como: a reforma agrária e a nacionalização de indústrias chave.
No dia 21 de fevereiro de 1947, esse comitê foi sucedido pelo Comitê Popular da Coreia do Norte, que foi o governo provisório, que, no dia 9 de setembro de 1948, daria origem à República Popular Democrática da Coreia, mais conhecida como Coreia do Norte.

## História
Em agosto de 1945, com a derrota definitiva do Império do Japão no final da Segunda Guerra Mundial, foram estabelecidos comitês populares por toda a Coreia. Na porção norte da Península da Coreia, esses comitês trabalharam em conjunto com a Administração Civil Soviética, estabelecida pelas tropas soviéticas ocuparam aquela região.
No dia 8 de outubro de 1945, foi criado o Comitê Administrativo das Cinco Províncias, liderado por Cho Man-sik, então presidente do comitê popular de Pyongan Sul. Esse comitê funcionou como uma instituição autônoma de governo criada pelos representantes dos comitês populares das cinco províncias do norte da Coreia e era uma aliança entre Comunistas e Nacionalistas. Entretanto, em janeiro de 1946, esse Comitê foi dissolvido, após Cho Man-sik ser preso pelos soviéticos, devido à sua oposição à proposta da Conferência de Moscou para estabelecer um regime de tutela na Coreia.
Entre 8 e 9 de fevereiro de 1946, um encontro de partidos políticos, organizações sociais, comitês populares e birôs administrativos no norte da Coreia estabeleceu o Comitê Popular Provisório da Coreia do Norte. Esse novo comitê dominado pelos comunistas foi liderado por Kim Il-sung, um comunista apoiado pelos Soviéticos para tornar-se líder da Coreia do Norte. Esse comitê efetivamente passou a ser o governo provisório de facto que realizou reformas no norte da Coreia como a reforma agrária e nacionalização de indústrias chave de acordo com a Plataforma de 20 Pontos estabelecida por Kim Il-sung em março de 1946. A Administração Civil Soviética continuou funcionando simultaneamente com o Comitê Popular Provisório da Coreia do Norte, mas em um papel consultivo.
Em novembro de 1946, o Comitê Popular Provisório da Coreia do Norte realizou eleições locais para comitês populares. Isso foi uma preparação para a eleição, fevereiro de 1947, da Assembleia Popular da Coreia do Norte, que, no dia 21 de fevereiro de 1947, estabeleceu o Comitê Popular da Coreia do Norte, que sucedeu o Comitê Popular Provisório da Coreia do Norte.

## Organização
Entre 8 e 9 fevereiro de 1946, ocorreu um encontro com representantes de partidos políticos, organizações sociais, comitês populares e birôs administrativos no norte da Coreia que deu origem ao Comitê Popular Provisório da Coreia do Norte.
Estavam presentes no encontro 137 delegados, que incluíam: dois representantes do Partido Comunista da Coreia, dois representantes do Partido Democrático da Coreia, dois representantes da Aliança da Independência, dois representantes da Federação Geral de Sindicatos, dois representantes da Federação Geral dos Sindicatos Camponeses, um representante da Liga das Mulheres, um representante da Liga da Juventude Democrata, um representante de associações religiosas, um representante da Associação Cultural Soviético-Coreana, onze líderes de birôs administrativos e representantes dos comitês populares.
No primeiro dia do encontro (8 de fevereiro), Kim Il-sung fez um informe sobre a situação política na Coreia do Norte e propôs a criação de um comitê popular provisório . Após isso, no dia 9 de fevereiro, foi realizada a eleição dos 23 membros do Comitê Popular Provisório da Coreia do Norte, com Kim Il-sung como presidente, Kim Tu-bong como vice-presidente e Kang Ryang-uk como secretário-geral.
| Nome            | Afiliação                                 |
| --------------- | ----------------------------------------- |
| Kim Il-sung     | Partido Comunista                         |
| Kim Tu-bong     | Aliança da Independência                  |
| Mu Chong        | Partido Comunista                         |
| Kang Ryang-uk   | Partido Democrata                         |
| Choe Yong-gon   | Partido Democrata                         |
| Ri Mun-hwan     | Independente                              |
| Han Hui-jin     | Independente                              |
| Ri Sun-gun      | Partido Comunista                         |
| Ri Pong-su      | Partido Comunista                         |
| Han Tong-chan   | Independente                              |
| Jang Jong-sik   | Partido Comunista                         |
| Yun Ki-yong     | Partido Democrata                         |
| Choe Yong-dal   | Partido Comunista                         |
| Kim Tok-yong    | Independente                              |
| Pang U-yong     | Liga da Independência                     |
| Hong Ki-ju      | Partido Democrata                         |
| Hyon Chan-hyong | Federação Geral de Sindicatos             |
| Ri Ki-yong      | Associação Cultural Soviético-Coreana     |
| Kang Jin-gon    | Federação Geral dos Sindicatos Camponeses |
| Pak Jong-ae     | Liga das Mulheres Democratas              |
| Hong Ki-hwang   | Partido Democrata                         |
| Kang Yong-gun   | Sindicato                                 |
| Pang Su-yong    | Liga da Juventude Democrata               |

O Comitê Popular Provisório da Coreia do Norte também consistiu de dez departamentos e três birôs (que foi posteriormente aumentado para quatro birôs).
| Posição                                 | Nome          | Afiliação                |
| --------------------------------------- | ------------- | ------------------------ |
| Presidente                              | Kim Il-sung   | Partido Comunista        |
| Vice-Presidente                         | Kim Tu-bong   | Aliança da Independência |
| Secretário-Geral                        | Kang Ryang-uk | Partido Democrata        |
| Departamento de Indústria               | Ri Mun-hwan   | Independente             |
| Departamento de Transporte              | Han Hui-jin   | Independente             |
| Departamento de Agricultura e Florestas | Ri Sun-gun    | Partido Comunista        |
| Departamento de Comércio                | Han Tong-chan | Independente             |
| Departamento de Serviços Postais        | Jo Yong-yol   | Partido Comunista        |
| Departamento de Finanças                | Ri Pong-su    | Partido Comunista        |
| Departamento de Educação                | Jang Jong-sik | Partido Comunista        |
| Departamento de Saúde                   | Yun Ki-yong   | Partido Democrata        |
| Departamento de Justiça                 | Choe Yong-dal | Partido Comunista        |
| Departamento de Segurança               | Choe Yong-gon | Partido Democrata        |
| Birô de Planejamento                    | Jong Jin-tae  | Partido Comunista        |
| Birô de Propaganda                      | O Ki-sop      | Partido Comunista        |
| Birô de Assuntos Gerais                 | Ri Ju-yon     | Partido Comunista        |

Han Hui-jin foi posteriormente substituído como líder do departamento de transporte por Ho Nam-hui, e Han Tong-chan substituído como líder do departamento de comércio por Jang Si-u. O Ki-sop posteriormente tornou-se líder do departamento de trabalho após sua criação em setembro de 1946, com Ri Chong-won tornando-se o novo líder do birô de propaganda.

## Reformas
Em 23 de março de 1946, Kim Il-sung emitiu a Plataforma de 20 Pontos, que serviu como base para as reformas a serem implementadas no norte da Coreia.
1. Expurgar completamente todos os remanescentes da antiga autoridade imperialista Japonesa da vida política e econômica na Coreia.
2. Iniciar uma luta sem piedade contra elementos reacionários e antidemocráticos no interior do país, e proibir em absoluto as atividades de indivíduos, grupos e partidos fascistas e antidemocráticos.
3. Garantir as liberdades de expressão, imprensa, assembleia e fé para todas as pessoas. Garantir a condição para a livre atividade de partidos políticos democratas, associações de trabalhadores, associações de camponeses e outras organizações sociais democráticas.
4. Garantir a possibilidade de que todo o povo Coreano possua o dever e o direito de organizar comitês populares, as instituições administrativas locais unificadas, por meio de eleições baseadas na votação secreta, igual, direta e universal.
5. Garantir direitos iguais para todos os cidadãos independente de gênero, fé e posse de propriedade.
6. Insistir na inviabilidade de residência e pessoa, e na garantia legal de propriedade e posse pessoal dos cidadãos.
7. Abolir todas as instituições legais e judiciais usadas durante o tempo da antiga autoridade imperialista Japonesa e também influenciadas por tais, e eleger instituições judiciais populares sob princípios democráticos e garantir a igualdade de direitos sob a lei para todos os cidadãos.
8. Desenvolver indústrias, fazendas, transportes e comércio para aumentar o bem-estar do povo.
9. Nacionalizar grandes empresas, instituições de transporte, bancos, minas e florestas.
10. Permitir e encorajar a liberdade no artesanato e comércio privados.
11. Confiscar a terra de pessoas japoneses, cidadãos japoneses, traidores e latifundiários que praticam agricultura arrendatária e sucateamento do sistema de agricultura arrendatária, e fazer de toda a terra confiscada propriedades de camponeses de forma gratuita. O estado também deve gerenciar todas as instalações de irrigação gratuitamente.
12. Lutar contra especuladores e agiotas por promulgarem preços de mercado para necessidades diárias.
13. Decretar um único e justo sistema de imposto, e implementar um sistema progressivo de imposto de renda.
14. Implementar um sistema de 8 horas de trabalho para trabalhadores e funcionários de escritório, e regularizar salários mínimos. Proibir trabalho para homens abaixo de 13 anos, e implementar um sistema de 6 horas de trabalho para homens entre 13 e 16 anos.
15. Implementar seguro de vida para trabalhadores e funcionários de escritório, e implementar um sistema de seguro para trabalhadores e empresas.
16. Implementar um sistema de educação compulsório, e extensivamente expandir escolas primárias, escolas médias, escolas superiores e universidades sob administração do estado. Reformar o sistema de educação popular de acordo com o sistema democrático do estado.
17. Ativamente desenvolver a cultura, ciência e arte nacional, e expandir o número de teatros, bibliotecas, estações de rádio e cinema.
18. Extensivamente instalar escolas especiais para cultivar o talento exigido em todos os setores das instituições do Estado e na economia popular.
19. Encorajar pessoas e empresas a engajar-se em ciência e arte, e dar-lhes auxílio.
20. Expandir o número de hospitais estatais, erradicar doenças infecciosas, e tratar as pessoas pobres gratuitamente.[4]

Em 8 de março de 1946, a reforma agrária foi implementada na Coreia do Norte confiscando a terra de cidadãos e organizações japonesas, colaboradores Coreanos, latifundiários e organizações religiosas. A terra confiscada foi então redistribuída para cerca de 420.000 famílias. Um total de 52% da área de terras da Coreia do Norte e 82% das propriedades de terra foram redistribuídas.
Em 24 de junho de 1946, uma jornada diárias de 8 horas de trabalho foi implementada, com trabalhadores envolvidos em trabalhos perigosos sendo atribuídos a uma jornada de 7 horas por dia. Trabalho foi proibido para aqueles com menos de 14 anos. Pagamento igual e seguro social foram implementados para os trabalhadores.
Em 22 de julho de 1946, uma lei de igualdade de gênero foi promulgada na Coreia do Norte.
Em 10 de agosto de 1946, 1.034 grandes instalações industriais, ou 90% do total de indústrias da Coreia do Norte, foram nacionalizadas.
Em 27 de dezembro de 1946, foi decidido que os fazendeiros na Coreia do Norte dariam 25% de suas colheitas como imposto agrícola.